# Zelotibia cultella
Zelotibia cultella is een spinnensoort uit de familie bodemjachtspinnen (Gnaphosidae). De soort komt voor in Congo.